# Грен Олександр Львович
Олександр Львович Грен (нар. 1898 — пом. 1983) — український художник.

## Біографія
Батько Олександра Грена — Лев Вікторович Грен — був офіцером російської армії (піхота). 24 серпня (6 вересня) 1908 року він став полковником і отримав призначення в Бобруйськ Мінської губернії (нині один із районних центрів Могильовської області Білорусі) в управління військового начальника . Служив бобруйським військовим начальником .
Олександр Грен жив і працював у Кам'янці-Подільському.

## Творчість
Найвідоміший твір Грена — створена 1981 року картина «Старе місто на Поділлі» (зберігається в Кам'янець-Подільській картинній галереї) . Мистецтвознавець Наталія Урсу так охарактеризувала цей твір:
| Багатопланова композиція картини веде глядача в глибінь простору, перед ним розгортається панорама стародавнього Кам'янця, осяяного світлом. Це свято єдності природи, людей і мистецтва, де чисті локальні кольори виступають на перший план, посилено декоративне начало. Декоративність потрібна художникові, щоб опоетизувати його почуття любові до людей, землі й архітектурних пам'яток. Ведута витримана в єдиному дусі й стилі до найдрібніших деталей, вона має підкреслено національний, «килимовий» характер. |

## Учень
У своїх спогадах Жаворонков Валерій Павлович описує вплив вчителя Грена Олександра Львовича на його творчість, в період навчання в Кам'янець-Подільській школі.